# Piłkarzyki rozrabiają
Piłkarzyki rozrabiają, czyli wielka liga małych mistrzów (hiszp. Metegol/Futbolín) – argentyńsko-hiszpański animowany film przygodowy z 2013 roku w reżyserii Juana José Campanelli. Scenariusz do filmu powstał na podstawie opowiadania Roberto Fontanarrosa pt. „Memorias de un wing derecho”.

## Obsada

### W polskiej wersji językowej
Nagranie: Studio MR Sound
Reżyseria: Wojciech Paszkowski
Dialogi: Jakub Wecsile
- Jacek Bończyk jako Tymek
- Radosław Pazura jako Dariusz „Kosmos” Kosmala
- Arkadiusz Jakubik jako manager
- Dariusz Szpakowski jako komentator
- Tomasz Zimoch jako głos radiowy
- Jarosław Boberek jako Lewinio
- Dominika Kluźniak jako Zośka
- Tomasz Steciuk jako Bonio
- Grzegorz Pawlak jako Liso
- Jacek Lenartowicz jako Lecio
- Wojciech Paszkowski jako Melli 1 i 2
- Cezary Kwieciński jako Carmino
- Karol Osentowski jako mały Darek Kosmala
- Kacper Cybiński jako Mati
- Mietek Morański jako Armando
- Dariusz Odija jako Euzebio
- Jacek Król

### W wersji oryginalnej
- Rupert Grint jako Amadeo
- Anthony Head jako Flash
- Peter Serafinowicz jako Loco
- Rob Brydon jako Rico
- Juan José Campanella jako Eusebio
- Ralf Little jako Skip
- Alistair McGowan jako Ray
- Diego Ramos jako Grosso
- Miguel Ángel Rodríguez jako Capitán Liso
- David Masajnik jako Amadeo
- Fabián Gianola jako Beto
- Sebastián Mogordoy jako El Pulpo
- Horacio Fontova jako Loco
- Pablo Rago jako Capi
- Eve Ponsonby jako Laura
- Axel Kuschevatzky jako Intendente
- Diego Mesaglío jako Central Liso
- Mariana Otero jako Joven Grosso
- Ernesto Claudio jako ksiądz
- Marcos Mundstock jako Ermitaño
- Lucía Maciel jako Laura
- Coco Sily jako menadżer
- Lucila Gómez jako Carmiño
- Gabriel Almirón jako Malparitti II
- Natalia Rosminati jako Maty
- Luciana Falcón jako Joven Amadeo
- Igor Samoilov jako Bielorruso
- Federico Cecere jako Cordobés
- Roberto Kim jako Coreano
- Ezequiel Cipols jako Malparitti I
- Alejandro Piar jako Milton
- Diego Gatto jako Arquero Liso